# Wirusowe zapalenie wątroby typu E
Wirusowe zapalenie wątroby typu E, WZW typu E (ang. hepatitis E) – choroba zakaźna układu pokarmowego z grupy wirusowych zapaleń wątroby, której przyczyną jest wirus zapalenia wątroby typu E (HEV). Jest ona najprawdopodobniej najczęstszą przyczyną ostrego wirusowego zapalenia wątroby – rocznie dochodzi do okołu 20 mln zachorowań a liczbę zgonów rocznie szacuje się na 70 tysięcy.

## Epidemiologia
Choroba przenosi się drogą odzwierzęcą (zoonoza), pokarmową, przez transfuzję skażonej krwi oraz bezpośredni kontakt między ludźmi (rzadko).
Rozróżnia się dwa typy występowania choroby:
- typ epidemiczny – występuje w krajach rozwijających się, jest spowodowany przez HEV 1 i 2 (co powoduje zwiększoną śmiertelność u ciężarnych). Choroba w tym typie przenosi się najczęściej przez skażoną wodę[9], możliwe jest wystąpienie dużych epidemii. Najczęściej chorują młodzi mężczyźni w wieku 15–39 lat[1][4].
- typ sporadyczny – pojawia się na całym świecie, najczęściej w krajach rozwiniętych, powoduje go HEV 3 i 4[10][11]. Choroba przenosi się poprzez źle obrobioną cieplnie wieprzowinę, owoce morza i dziczyznę[3][6][10]. Rezerwuarami wirusa są zwierzęta, nie występuje przenoszenie między ludźmi. Najczęściej dotyka ona osoby starsze w wieku 40–60 lat[4].

W Polsce do dzisiaj odnotowano jedynie nieliczne przywleczenia.

## Etiologia

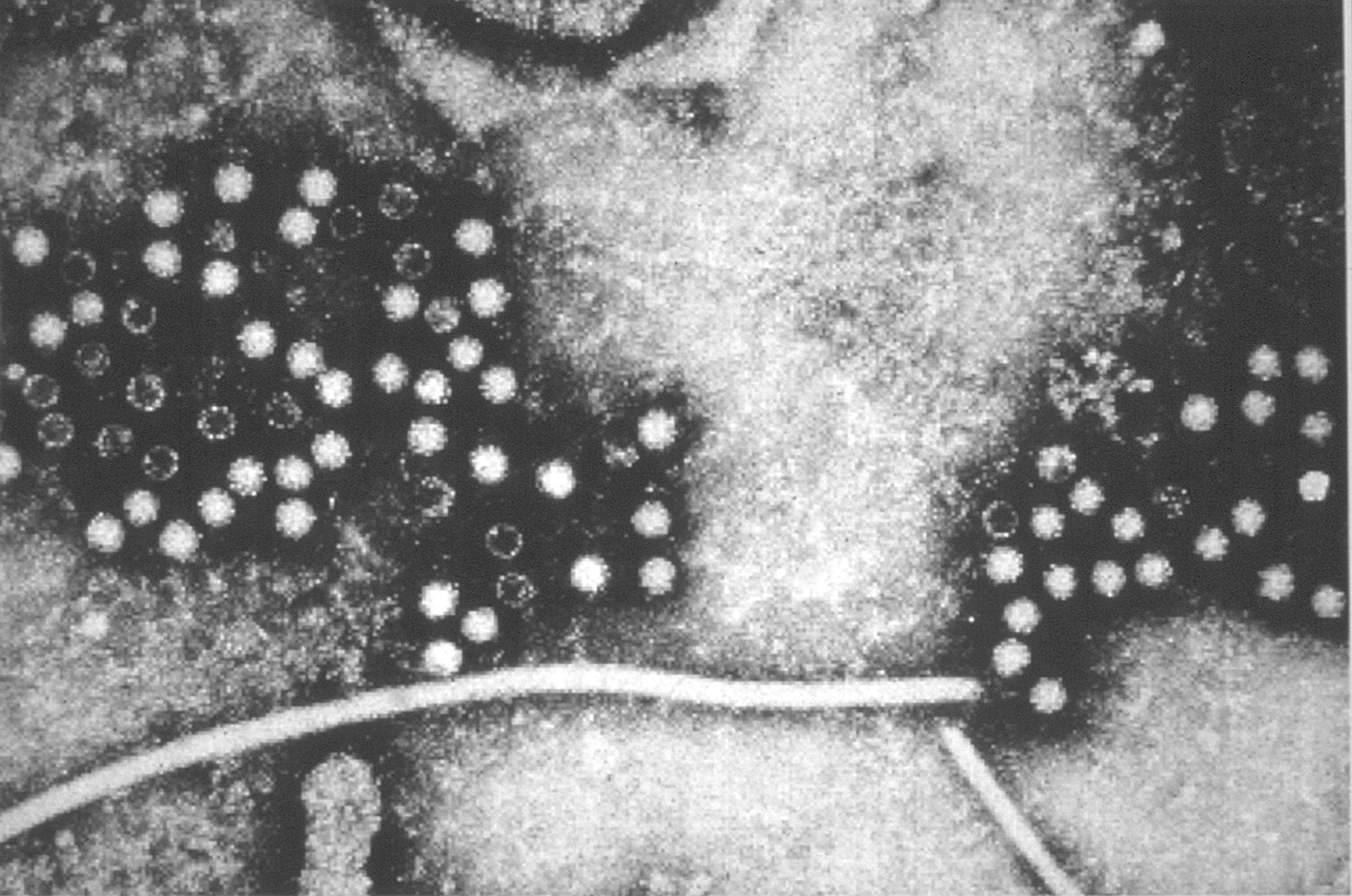
Obraz z transmisyjnego mikroskopu elektronowego przedstawiający cząsteczki wirusa zapalenia wątroby typu E.

Patogenem wywołującym chorobę jest wirus zapalenia wątroby typu E. Jego przynależność systematyczna nie została ustalona, w zależności od źródeł podaje się, że należy do rodziny Hepeviridae lub kaliciwirusów. HEV jest wirusem RNA mającym cztery genotypy: HEV 1, 2, 3 i 4. Dwa pierwsze genotypy odpowiadają za występowanie epidemiczne w krajach rozwijających się, a dwa ostatnie za wystąpienia sporadyczne.

## Patogeneza
Patogeneza wirusowego zapalenia wątroby typu E nie została w pełni poznana. HEV najpewniej namnaża się w przewodzie pokarmowym. Następnie wywołuje on odpowiedź humoralną oraz pobudza limfocyty T CD4+ i CD8+. W przypadku zakażenia genotypami 1 i 2 ponadto dochodzi do nadmiernej produkcji cytokin, co może być przyczyną zwiększenia śmiertelności u ciężarnych kobiet. Możliwa jest reinfekcja.

## Objawy i przebieg
Do 80% zakażonych nie przejawia objawów. W pozostałych przypadkach okres inkubacji trwa od 2 do 9 tygodni. Obraz kliniczny przypomina wirusowe zapalenie wątroby typu A: na początku pojawiają się nudności i gorączka, po czym występują wymioty, powiększenie wątroby, bóle brzucha, brak łaknienia i złe samopoczucie. Zakażenie HEV 1 i 2 częściej prowadzi do żółtaczki niż zakażenia genotypami 3 i 4, które przebiegają łagodniej. Niekiedy u osób z zaburzoną odpornością może dojść do nadostrej niewydolności wątroby.

### Przewlekłe wirusowe zapalenie wątroby typu E
W sytuacji zakażenia HEV 3 i przy obecności czynników ryzyka (np. immunosupresji) może dojść do zakażenia przewlekłego. Zazwyczaj jest ono bezobjawowe, ale może wystąpić zmęczenie, gorączka, żółtaczka i ból brzucha. W jego przebiegu może dojść do postępującej niewydolności wątroby, marskości i nadciśnienia wrotnego.

## Rozpoznanie
Najczulszą metodą diagnostyczną jest próba wykrycia RNA wirusa w kale lub krwi za pomocą PCR, natomiast podstawą rozpoznawania choroby jest wykrywanie przeciwciał z klas IgG i IgM skierowanych przeciwko HEV z użyciem testów ELISA. Chorobę należy różnicować z innymi wirusowymi zapaleniami wątroby.

## Leczenie
Opracowano jedynie leczenie objawowe. Zaleca się zastosowanie rybawiryny w przypadku zakażenia HEV 3 u chorych, którzy stosują leki immunosupresyjne lub z chorobami wątroby. W celu leczenia przewlekłego WZW typu E proponuje się początkowo zmniejszenie dawek leków immunosupresyjnych (jeśli pacjent je przyjmuje) oraz terapię rybawiryną i interferonem. W przypadku wystąpienia marskości wątroby u pacjentów z przewlekłą postacią choroby należy dokonać jej przeszczepienia.

## Powikłania
Choroba wywołana przez HEV 2 i 3 wiąże się z wieloma powikłaniami. Niektóre z nich to:
- choroby układu nerwowego[12]: zespół Guillaina-Barrégo[11] (najczęściej[24]), zapalenie opon mózgowo-rdzeniowych, poprzeczne zapalenie rdzenia, porażenie nerwu twarzowego, neuropatia obwodowa, zapalenie nerwu przedsionkowego, niezborność ruchów, poliradikulopatia,
- zapalenie trzustki,
- błoniaste lub błoniastorozplemowe kłębuszkowe zapalenie nerek,
- anemia aplastyczna,
- zapalenie stawów.

## Rokowanie
Śmiertelność choroby wywołanej przez HEV 1 lub 2 wynosi około 0,2–4%, jednak u niemowląt sięga ona nawet 10%; przebiega ona groźniej u osób z chorobą wątroby wywołaną przez alkohol. Zakażenie u kobiet w ciąży tymi genotypami niesie ze sobą wysoką śmiertelność (10–25%) i duże ryzyko powikłań, takich jak np. zespół rozsianego wykrzepiania wewnątrznaczyniowego, śpiączka wątrobowa lub wewnątrzmaciczne obumarcie płodu.

## Historia
Zapalenie wątroby typu E zostało opisane po raz pierwszy w roku 1978, natomiast wirus zapalenia wątroby typu E został odkryty w roku 1983 u radzieckich żołnierzy w Afganistanie, którzy przejawiali objawy zapalenia wątroby. Do choroby doszło następnie u naukowca badającego próbki, w którego stolcu wykryto cząsteczki wirusa.